# Южный Аргалей
Ю́жный Аргалей (бур. Үбэр Аргали) — село в Агинском районе Агинского Бурятского округа Забайкальского края. Административный центр сельского поселения «Южный Аргалей».

## География
Расположено на реке Аргалей (левый приток р. Ага), в 21 км к северо-западу от посёлка Агинское по западной стороне федеральной автомагистрали А350 Чита — Забайкальск.

## История
Образовано в 1933 году
В 2013 году из территории села выделилось село Аргалей.
Законом Забайкальского края от 25 декабря 2013 года № 922-ЗЗК «О преобразовании и создании некоторых населенных пунктов Забайкальского края» преобразованы следующие населенные пункты:

## Население
| 1989 | 2002 | 2010 | 2021 |
| ---- | ---- | ---- | ---- |
| 512  | ↗728 | ↗791 | ↘676 |

национальный состав
Согласно результатам переписи 2002 года, в национальной структуре населения буряты составляли 82 % от общей численности в 728 жителей.

## Люди, связанные с селом
- Жамбалов, Цыдып Жамбалович (1931—1982) — бурятский поэт; уроженец села.

## Инфраструктура
Экономика
Племенной колхоз им. М. И. Калинина.
Администрация сельского поселения Южный Аргалей.
Социальные объекты
Средняя школа, детский сад
дом культуры
фельдшерско-акушерский пункт.

## Транспорт
Федеральная автомагистраль А350 Чита — Забайкальск